# Tutte per una
Operazione amore (Plan cœur), anche noto con il titolo Tutte per una, è una serie televisiva francese creata da Noémie Saglio e Julien Teisseire.
La prima stagione della serie è stata interamente pubblicata il 7 dicembre 2018 su Netflix. La seconda stagione è stata distribuita l'11 ottobre 2019.

## Trama
Elsa, Charlotte ed Emily sono tre amiche parigine che si divincolano tra problemi di coppia e lavorativi, non dimenticandosi di impicciarsi e mentire, cercando di non combinare guai.
Prima Stagione
Elsa è depressa dopo essersi lasciata con Maxime. Charlotte ed Emily, le sue migliori amiche, decidono di assumere un gigolò, Jules, così da poter dimenticare il suo ex, senza che lei lo sappia.
Seconda Stagione
Elsa, dopo aver passato 4 mesi a Buenos Aires (mentendo, perché non si è mai spostata dalla sua città), torna a Parigi. Si ritrova incastrata in una rete di bugie e rancori, ancora risultato del suo gruppo di amici. Charlotte cerca di lanciare il suo progetto lavorativo ed Emily si divincola tra pappe e pannolini.

## Episodi
| Stagione          | Episodi | Pubblicazione Francia | Pubblicazione Italia |
| ----------------- | ------- | --------------------- | -------------------- |
| Prima stagione    | 8       | 2018                  | 2018                 |
| Seconda stagione  | 6       | 2019                  | 2019                 |
| Episodio speciale | 1       | 2020                  | inedito              |
| Terza stagione    | 6       | 2022                  | 2022                 |